# Josef Jaroslav Langer

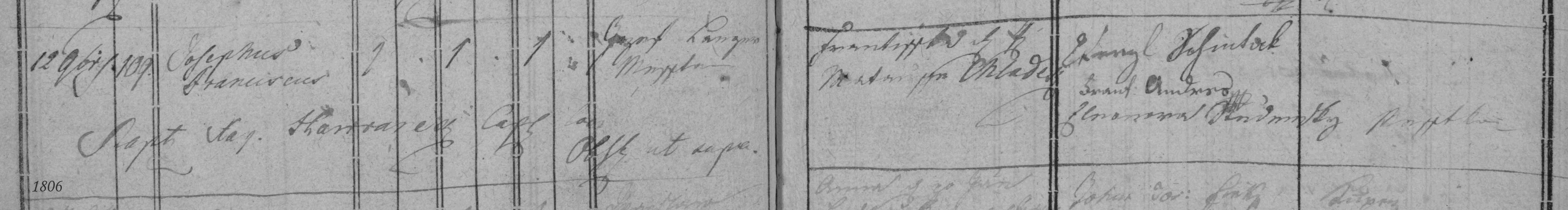
matriční zápis o narození a křtu Josefa Jaroslava Langera (matrika N 1785-1810 Lázně Bohdaneč (SOA Zámrsk))

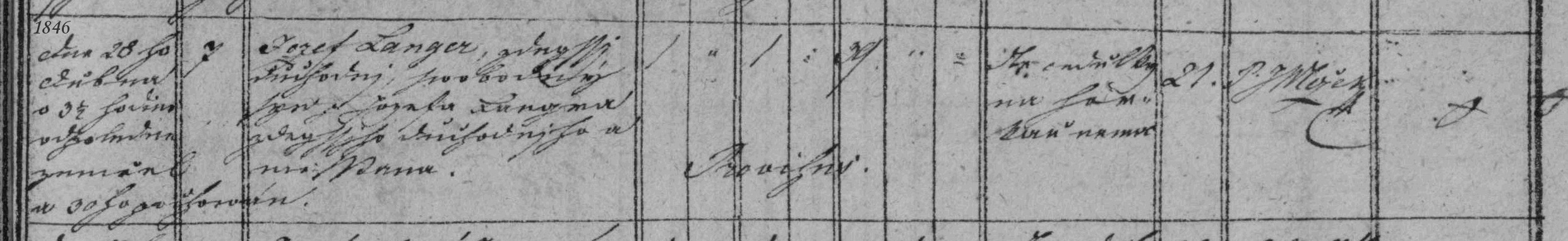
matriční zápis o úmrtí a pohřbu Josefa Jaroslava Langera (matrika Z 1841-1926 Lázně Bohdaneč (SOA Zámrsk))

Josef Jaroslav Langer (12. listopadu 1806 Lázně Bohdaneč – 28. dubna 1846 tamtéž) byl český obrozenecký básník, novinář a národopisný sběratel píšící již v lehce romantickém slohu.

## Život
Narodil se v Lázních Bohdaneč jako syn movitého rolníka a městského důchodního. Roku 1826 absolvoval gymnázium v Hradci Králové, kde byli jeho profesory buditelé Josef Chmela a Václav Kliment Klicpera. Po maturitě začal studovat na Filozofické fakultě Karlovy univerzity v Praze, ale studium ukončil v roce 1828 a začal se aktivně podílet v pražském kulturně-společenském dění. Po příkladu Františka Ladislava Čelakovského a Václava Hanky se zabýval studiem slovanského jazyka a literatury, zejména pak polské a ruské literatury. Své básnické pokusy vydával v časopisech Květy a Musejním časopise. V roce 1830 mu vyšla první kniha Selanky a mezi lety 1830-1831 pak působil v redakci časopisu Čechoslav, v němž uveřejnil mimo jiné i svou politicko-satirickou báseň České lesy s odkazem na polské povstání, čímž na sebe upoutal pozornost úřadů, což vedlo k jeho vyhoštění mimo Prahu v roce 1830, kdy se Langer musel vrátit do Bohdanče. Tam u něj propukla duševní choroba a tvůrčí krize, až na výjimky (Bohdanecký rukopis, Den v Kocourkově aj.) už nenapsal žádné dílo. V Bohdanči zemřel ve věku 39 let.
Byl několikrát nešťastně zamilován[zdroj?], naposledy asi do své sestřenice Eleonory Pábíčkové, která dělala hospodyni svému bratru, chotěbořskému faráři. Langer za ní do Chotěboře jezdil. Ozvuky tohoto vztahu nalezneme v Langrových Krakováčcích:
Och, vy hory, hory,

hory vůkol Chotěboře,

jak na vás pomyslím,

sladkém cítím hoře.
Její předčasnou smrt (měla tuberkulózu) Langer velmi těžce nesl.[zdroj?] To spolu s odtržením od centra dění v Praze (byl důchodním na bohdanečském magistrátu) způsobilo ztrátu jeho tvořivé a i životní energie a jeho postupné fyzické i duševní chátrání.[zdroj?]
Je Langrovou zásluhou, že jeho mladší druh Josef Kajetán Tyl na základě Langrova vyprávění odešel kvůli profesoru Klicperovi studovat na gymnázium do Hradce Králové.[zdroj?]
Angažoval se v prosazování uznání bratranců Veverkových jako vynálezců ruchadla.

## Dílo
Langrova raná tvorba ještě vycházela z klasicistních forem a žánrů. Inspirací mu byly lidové pohádky a pověsti, tak jako v jeho první knize Selanky. Dalším okruhem tvorby byla politická satira, umně maskovaná třeba kramářskými písněmi. V básni České lesy jinotajně kritizoval útlak českého národa. V pamfletické skladbě Bohdenecký rukopis satiricky napadl Rukopis královédvorský a zelenohorský a spory ypsilonistů a iotistů o český pravopis, za což si vysloužil odsudek obrozeneckých špiček (Palacký, Čelakovský). Studoval lidovou slovesnost a dospěl k názoru, že Rukopisy neodpovídají duchu lidové slovesnosti.
Jeho článek v Čechoslavu, který redigoval, je hlavním důkazem o tom, že vynálezci ruchadla jsou bratranci Veverkové.
- Selanky
- Bohdanecký rukopis
- Den v Kocourkově
- České krakováčky
- České prostonárodní obyčeje a písně
- Svatební obyčeje a písně
- Márinka Záleská (nedokončený pokus o velké drama)